# 竹中重門
竹中 重門（たけなか しげかど）は、安土桃山時代から江戸時代前期にかけての武将、旗本。戦国時代の軍師として知られる竹中重治（竹中半兵衛）の嫡子。

## 生涯
天正元年（1573年）、誕生。

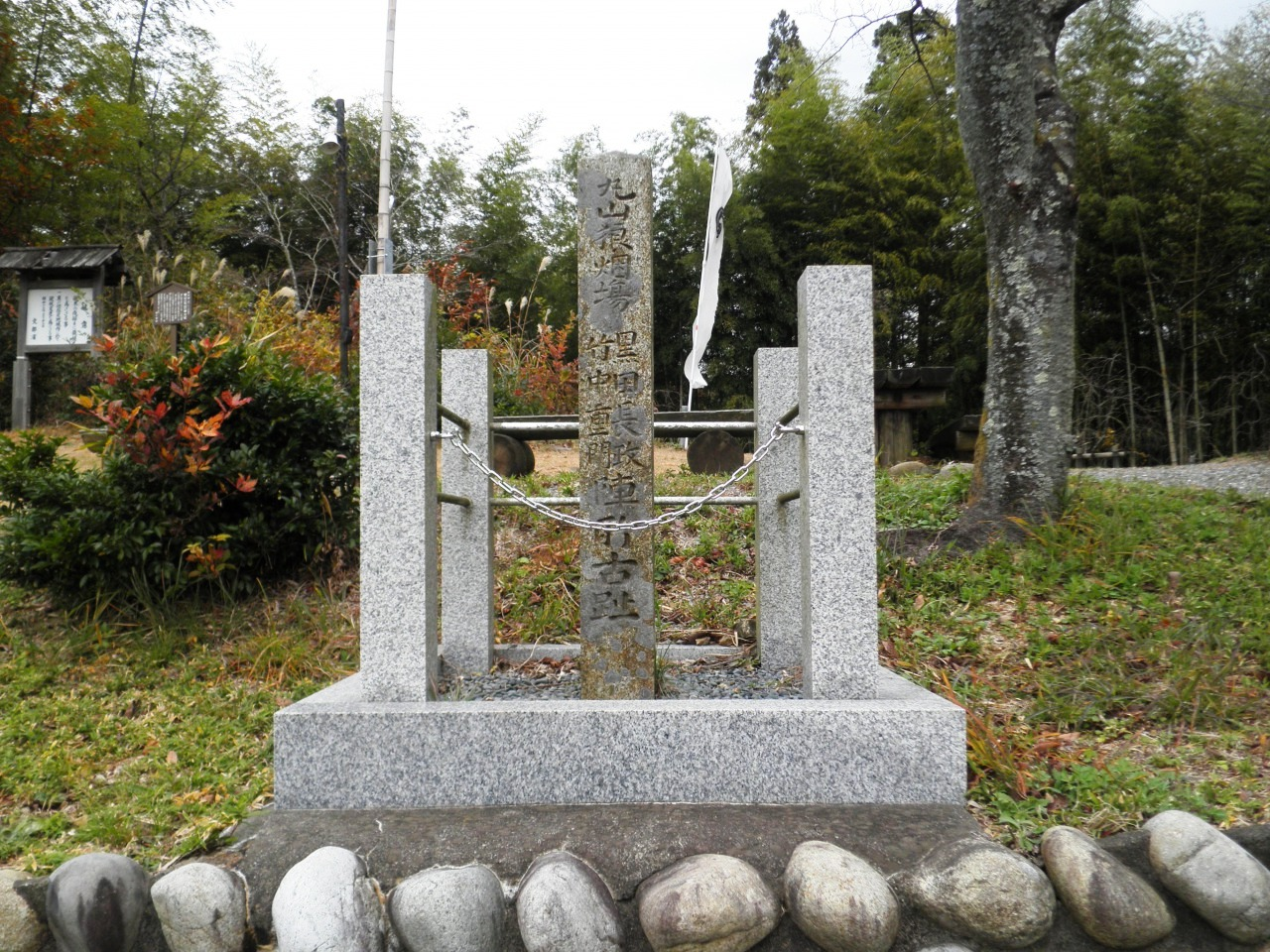
関ヶ原の戦いの黒田長政・竹中重門陣跡（岐阜県不破郡関ケ原町）

父・重治の死後、従叔父（父の従弟）の竹中重利の後見を受けて、羽柴秀吉（豊臣秀吉）に仕える。天正12年（1584年）の小牧・長久手の戦い、天正18年（1590年）の小田原征伐などに従軍する。天正16年（1588年）に従五位下・丹後守、翌天正17年（1589年）には美濃国不破郡に5,000石を授けられた。文禄の役では名護屋城に駐屯し、慶長の役では軍目付として朝鮮へ渡海した。戦後、戦功によって河内国内に1,000石を加増される。
慶長3年（1598年）8月、秀吉の死に際して遺物助光の刀を受領。
慶長5年（1600年）の関ヶ原の戦いでは、当初西軍に属して犬山城主・石川貞清を援助するが、井伊直政の仲介によって東軍に鞍替えする。そして他の主たる東軍の武将同様、みずからの居城である菩提山城を徳川家康に提供している。本戦では、幼なじみでもある黒田長政軍に合力して激戦地で奮戦した｡
9月16日､徳川家康は近江に向けて出発するにあたり、重門に米千石を与えて、領地に迷惑を及ぼしたことを謝するとともに、戦場の死体を収拾して首塚を造ることや、損害を受けた社寺の修復を命じている。その後は西に向かった東軍主力とは同行せず在地に留まった重門は、その間に伊吹山中に逃亡していた小西行長を捕縛し、近江草津に進軍していた家康のもとに送りとどけ、行長が帯びていた光忠の刀を改めて家康から下賜されている。
また、幕府旗本（交替寄合席）として美濃岩出山を安堵され代々継承した。当初6千石であったが、孫の竹中重高が相続し交代寄合となる際、弟の重之に1千石を分知し5千石となった。庶子の重次は長政との縁により、福岡藩黒田家に重臣として仕えた。
戦後は竹中氏陣屋に拠点を移し、二条城の普請や大坂の陣にも参加したが、寛永8年（1631年）に江戸にて死去する。享年59。墓所は東京都港区の泉岳寺。

## 備考
- 岐阜県史跡に指定されている竹中氏陣屋は重門が築いた。元は岩手城と呼ばれていたが、竹中氏が旗本身分であり大名ではなかったため、「陣屋」と称された。櫓門と石垣が現存している[6]。
- 竹中氏は1万石未満の旗本でありながら、交代寄合として大名と同じく参勤交代を命じられている。
- 林羅山に師事し、文筆にも優れていた。死の間際の寛永8年（1631年）に豊臣秀吉の伝記『豊鑑』を著した。
- 『しぐれ記』『木曽記』という旅行記を2冊著している。

## 著作
- 「豊鑑」
  - 群書類従 第13巻（経済雑誌社、1893年）
  - 群書類従 第16巻 （内外書籍株式会社 編、1937年）
- 日本文学大系第13巻（国民図書、1926年）

以上「近代デジタルライブラリー」で閲覧可
- 現代語訳「豊鑑」
  - 「しぐれ記」「木曽記」
    - 美濃国岩手竹中丹州旅行記（岐阜県古文書研究会発行）
    - 早稲田大学図書館古典籍総合データベース